# San Nicolás de los Arroyos
San Nicolás − miasto we wschodniej Argentynie, w prowincji Buenos Aires, na prawym brzegu Parany. Około 137,9 tys. mieszkańców.
W mieście rozwinął się przemysł maszynowy, chemiczny, włókienniczy oraz hutniczy.
Miasto jest siedzibą klubów piłkarskich 12 de Octubre i La Emilia San Nicolas.

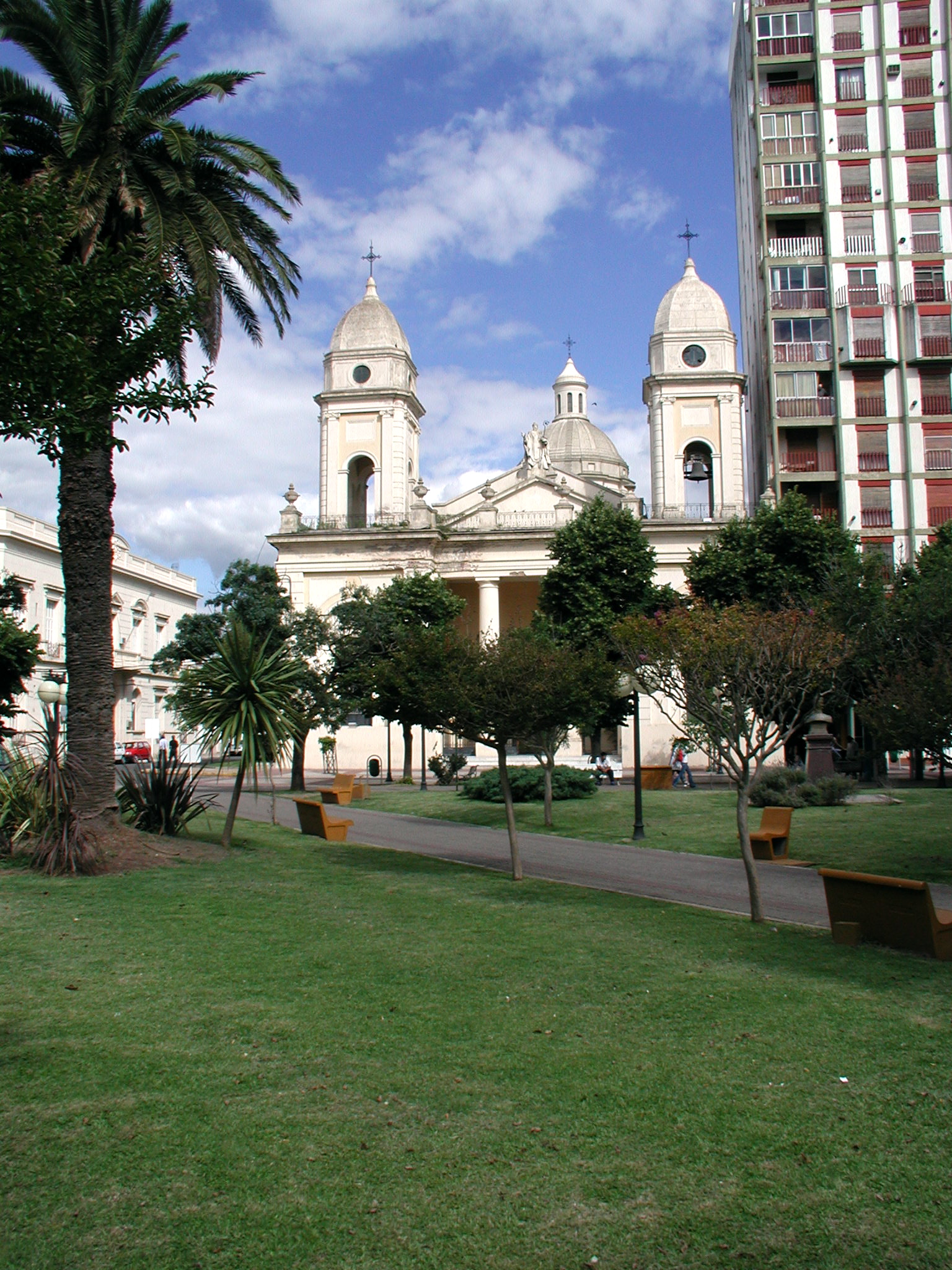
San Nicolás de los Arroyos